# Philipp Weber
Philipp Weber, född 15 september 1992 i Schönebeck, är en tysk handbollsspelare (vänsternia, ibland mittnia). Han spelar för SC Magdeburg och det tyska landslaget.
Han har deltagit i EM 2018, EM 2020, VM 2021, OS 2020 och EM 2022. 
2017 vann han skytteligan i Handball-Bundesliga. 2021, 2022 och 2023 var han med och vann IHF Super Globe med SC Magdeburg. 2022 och 2024 blev han tysk mästare med SC Magdeburg, och 2023 var han med och vann EHF Champions League.